# 奥包沙尔
奥包沙尔（匈牙利語：Abasár）是匈牙利赫维什州所辖的一个村。总面积20.82平方公里，总人口2521，人口密度121.1人/平方公里（2011年1月1日）。